# هارولد أدي
هارولد أدي (بالإنجليزية: Harold Ade)‏ هو دراج أمريكي، ولد في 22 مارس 1912 في لا ميسا في الولايات المتحدة، وتوفي في 19 يونيو 1988.

## وصلات خارجية
- هارولد أدي على موقع أوليمبيديا (الإنجليزية)